# Локалита Кастањето (Фрозиноне)
Локалита Кастањето је насеље у Италији у округу Фрозиноне, региону Лацио.
Према процени из 2011. у насељу је живело 86 становника. Насеље се налази на надморској висини од 258 м.